# Kurt Barnekow

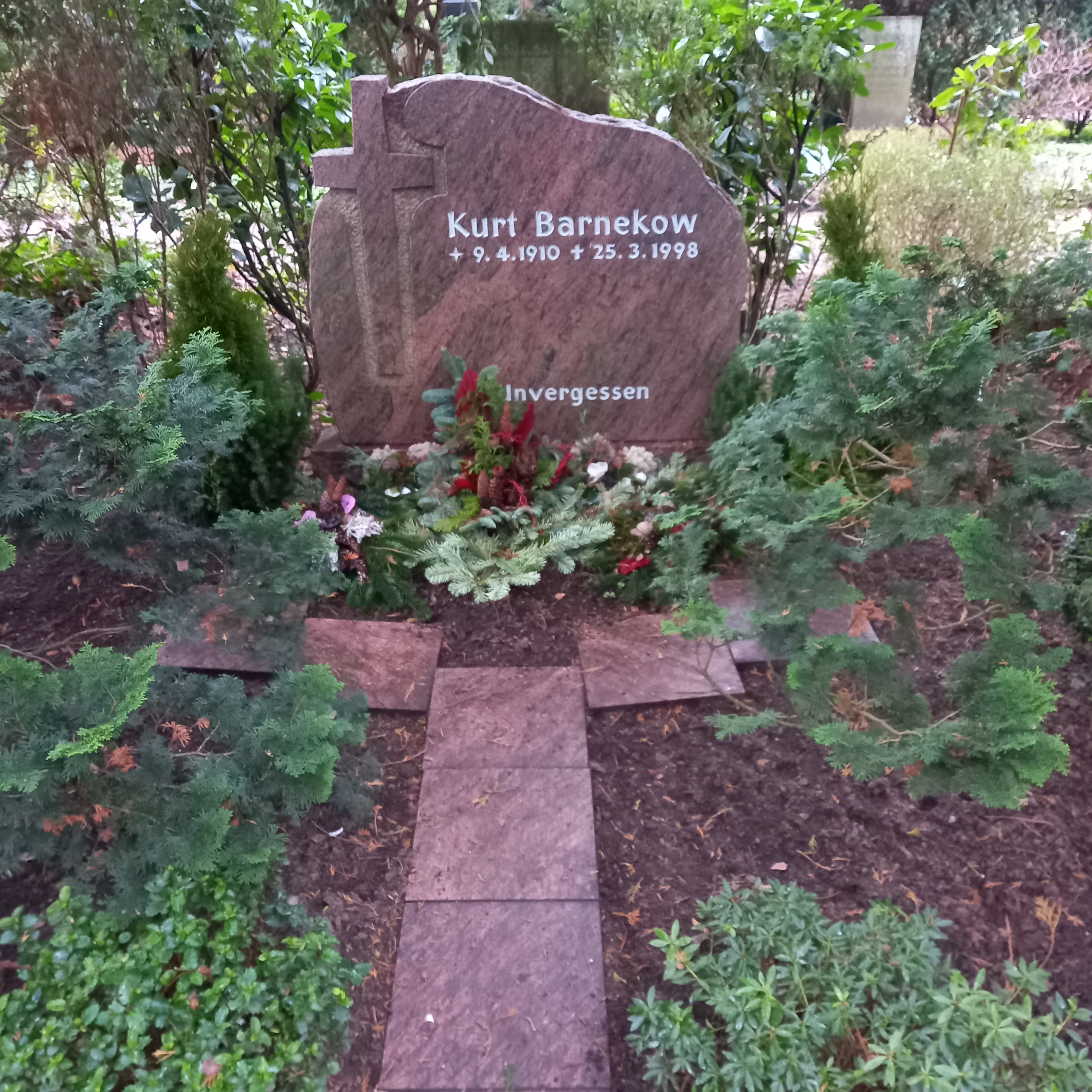
Das Grab von Kurt Barnekow auf dem Nienstedtener Friedhof in Hamburg

Alfred Albert Kurt Barnekow (* 9. April 1910 in Altona; † 25. März 1998 in Hamburg) war ein deutscher Möbelfabrikant und -händler.

## Leben und Wirken
Barnekow war das einzige Kind des Hamburger Textilkaufmanns Otto Barnekow. Im Alter von sieben Jahren wurde er Vollwaise und verbrachte die Kindheit in ärmlichen Verhältnissen bei zwei Tanten in Stralsund, wo er eine Oberrealschule besuchte, die er 1927 vorzeitig verließ. Anschließend absolvierte er eine zweijährige Ausbildung zum Im- und Exportkaufmann bei dem Hamburger Handelsunternehmen Brock & Schnars und gleichzeitig eine kaufmännische Ausbildung an der Höheren Handelslehranstalt Büsch-Institut. Diese schloss er im März 1929 als Bester seines Jahrgangs mit der ausgezeichneten Arbeit „Von der Reklame“ ab.
Im Oktober 1929 nahm er eine Stelle als Assistent bei der von Robert Ruscheweyh gegründeten Ruscheweyh AG in Langenöls an. Das Unternehmen war seinerzeit einer der führenden deutschen Möbelproduzenten, für den Barnekow eine Exportabteilung in Hamburg aufbaute. Nach der Machtergreifung Anfang 1933 zogen die jüdischen Eigentümer nach Frankreich, woraufhin das Unternehmen insolvent wurde. Der nun arbeitslose Barnekow arbeitete zunächst als selbstständiger Möbelvertreter, baute ab Mitte der 1930er Jahre die Hamburger Möbelgroßhandlung von Erwin Hass mit auf und wurde später alleiniger Inhaber des Unternehmens. Da Barnekow das Unternehmen erfolgreich führte und sich für eine neue Interessensvertretung neben den bereits bestehenden Verbänden einsetzte, kam es zu Konflikten mit führenden Möbeleinzelhändlern, denen es mit Unterstützung von Reichsministerien gelang, den seinerzeit noch nicht etablierten Großhandel einzuschränken.
Barnekow kritisierte wiederholt wirtschaftspolitische Entscheidungen der nationalsozialistischen Behörden und wurde ab Juli 1938 im KZ Fuhlsbüttel und später in der Untersuchungshaftanstalt festgehalten, nachdem er zuvor von Konkurrenten als Regimefeind denunziert worden war. Knapp ein Jahr später wurde Barnekow aus der Haft entlassen und das gegen ihn erhobene Wirtschaftsstrafverfahren Ende 1939 eingestellt. Barnekow versuchte, das Unternehmen wieder aufzubauen, hatte jedoch zunächst nur wenig Erfolg, auch, weil er 1942 als Soldat der Wehrmacht eingezogen wurde. 
Nach dem Ende des Zweiten Weltkriegs eröffnete Barnekow ein Einrichtungshaus in Hamburg-Altona. Das KUBAH (Kurt Barnekow Hamburg) genannte Unternehmen wurde in der Folgezeit überregional bekannt, auch, weil Barnekow über ausgezeichnete Sprachkenntnisse verfügte und so gute Kontakte zur Britischen Militärregierung knüpfen konnte. Ab 1948 bot Barnekow anfangs häufig diskutierte Ratenkäufe an, machte diese mit deutschlandweit beachteten Werbekampagnen bekannt und wurde somit zu einem Vorreiter des Kaufs auf Raten. 1949 eröffnete das Unternehmen eine Filiale in Kiel und eine Produktionsstätte für Serienmöbel in Wedel, die aufgrund der hohen technischen Standards bald als vorbildlich für die Industrialisierung der Branche angesehen wurde. Ende der 1950er Jahre hatte KUBAH fast 400 Angestellte. Neben Herstellung und Verkauf von Möbeln eröffnete Barnekow Mitte der 1960er Jahre einen seinerzeit neuartigen und umstrittenen Teppichgroßhandel.
1970 stellte Barnekow die Möbelproduktion in Wedel ein und konzentrierte sich auf den Einzelhandel mit Möbeln, den er einige Jahre zuvor aufgegeben hatte. Er gründete ein florierendes Einkaufszentrum in Wedel und eröffnete 1975 eine Filiale in Hamburg-Ochsenzoll. Deutschlandweit bekannt wurde der Unternehmer nach 1975 für seine Auseinandersetzungen mit neuen Vermarktungsstrategien führender Möbelhändler wie IKEA. 1986 gab er den Möbelhandel und zehn Jahre später die noch verbliebenen Unternehmungen auf.